# Oconto Falls
Oconto Falls è una città degli Stati Uniti d'America, situata in Wisconsin, nella Contea di Oconto.